# Савиново (Алтайский край)
Савиново — село в Зональном районе Алтайского края России. Входит в состав Соколовского сельсовета.

## История
Савиново было основано в 1746 году. В «Списке населенных мест Российской империи» 1868 года издания населённый пункт упомянут как заводское село Савиново Чарышского участка Бийского округа Томской губернии при речке Уткуль. В селе имелось 60 дворов и проживал 441 человека (219 мужчин и 222 женщины). Функционировала православная церковь.

В 1893 году в селе Савинское, относившемуся к Бийской волости Бийского уезда, имелось 264 двора (259 крестьянских и 5 некрестьянских) и проживало 1484 человека (731 мужчина и 753 женщины). Действовали церковь, церковно-приходская школа, общественное питейное заведение и хлебозапасный магазин.
По состоянию на 1911 год село Савинское включало в себя 310 дворов. Население на тот период составляло 2195 человек. Село входило в состав Петропавловской волости Бийского уезда.

В 1926 году в селе Савиново имелось 516 хозяйств, где и проживало 2864 человека. Функционировали школа I ступени и лавка общества потребителей. В административном отношении Савиново являлось центром сельсовета Бийского района Бийского округа Сибирского края.

## География
Село находится в восточной части Алтайского края, в пределах Бийско-Чумышской возвышенности, на левом берегу реки Уткуль, вблизи места падения её в реку Чемровка, на расстоянии примерно 16 километров (по прямой) к юго-юго-западу (SSW) от села Зональное, административного центра района. Абсолютная высота — 179 метров над уровнем моря.

Климат
умеренный, континентальный. Средняя температура января составляет −18,2 °C, июля — +18,9 °C. Годовое количество атмосферных осадков — 518 мм.

## Население
| 1997 | 1998 | 1999 | 2000 | 2001 | 2002 | 2003 | 2004 | 2005 |
| ---- | ---- | ---- | ---- | ---- | ---- | ---- | ---- | ---- |
| 500  | ↘467 | ↗556 | ↘542 | ↘540 | ↘463 | ↗479 | ↗481 | ↘472 |
| 2006 | 2007 | 2008 | 2009 | 2010 | 2011 | 2012 | 2013 |      |
| ↘465 | ↗470 | ↗487 | ↘464 | ↗483 | ↗486 | ↗523 | ↗539 |      |

Национальный состав
Согласно результатам переписи 2002 года, в национальной структуре населения русские составляли 85 % от 479 чел.
Гендерный состав
На 1868 год из 441 человека 219 мужчин и 222 женщины.
В 1893 году из 1484 человека 731 мужчина и 753 женщины.
В 1926 году из 2864 человек 1369 мужчин и 1495 женщин.

## Известные уроженцы, жители
Артемий Тимофеевич Анcупов (16.06.1912, с. Савиново, Шубенская волость, Бийский уезд, Томская губерния — 15.05.1991) — полный кавалер ордена Славы.

## Инфраструктура
В селе функционируют детский сад, фельдшерско-акушерский пункт (филиал КГБУЗ «Зональная центральная районная больница»), библиотека и отделение Почты России.

## Улицы
Уличная сеть села состоит из пяти улиц и одного переулка.

## Транспорт
Савиново доступно автомобильным транспортом.
К селу подходит автодорога межмуниципального значения « подъезд к с. Савиново» (идентификационный номер 01 ОП МЗ 01Н-1515) протяжённостью 1,000 км.